# Schloss Bremervörde

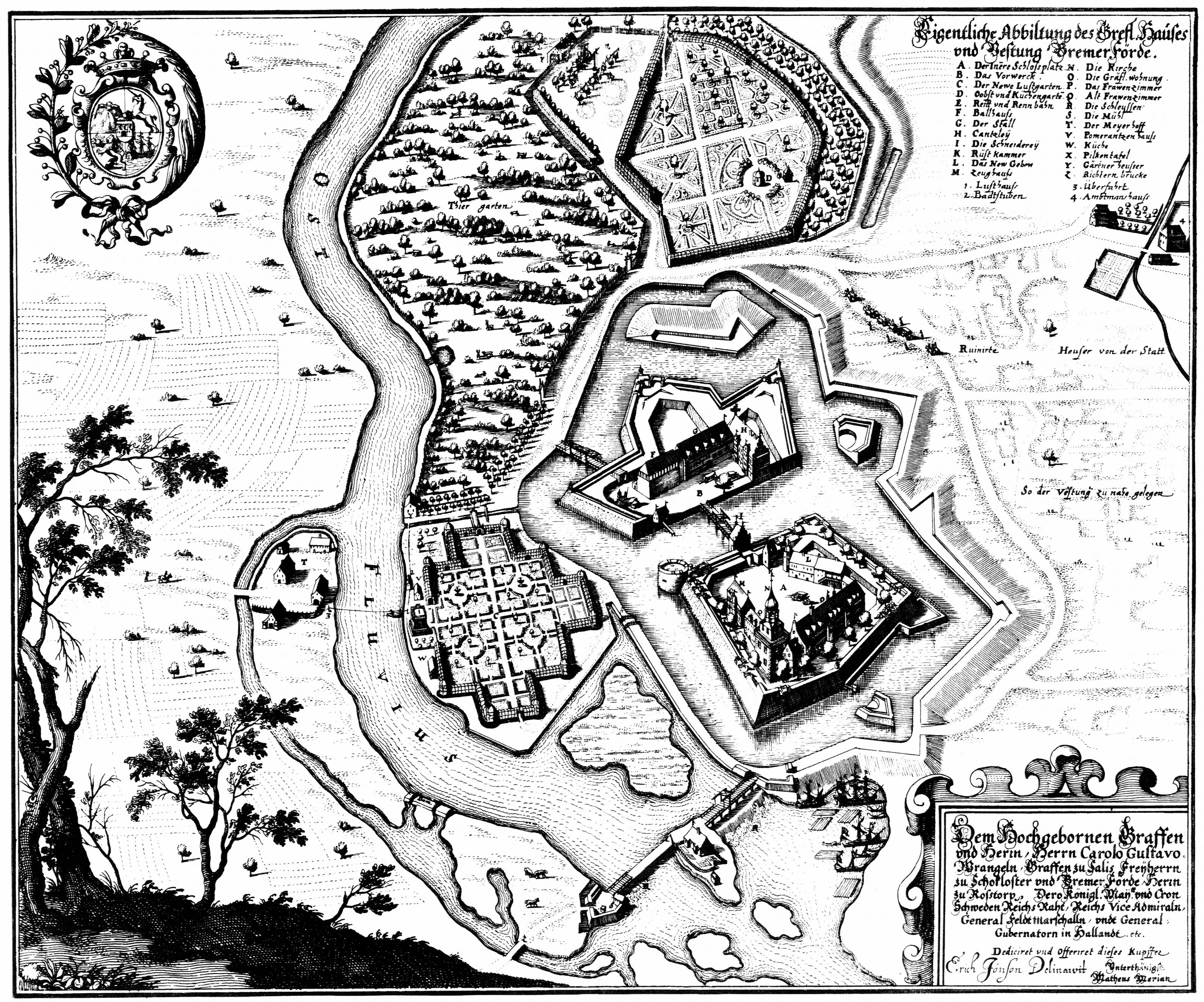
Das Schloss 1653 auf einem Stich von Merian. Über der Schlossinsel erkennt man mittig das Vorwerk mit dem erhaltenen, L-förmigen Kanzleigebäude

Das befestigte Schloss Bremervörde in Bremervörde im nördlichen Niedersachsen war die größte Schlossanlage der Region. Sie wurde nach diversen kriegerischen Auseinandersetzungen 1682 geschleift und größtenteils abgetragen. Das erhaltene Kanzleigebäude enthält heute ein Museum.

## Von der Burg zum Schloss
Die erste Burganlage auf dem Gelände des späteren Schlosses wurde auf Geheiß Lothars III. zu Beginn des 12. Jahrhunderts, zwischen 1112 und 1122 errichtet. Aufgrund einer Furt über die Oste und der Lage am historischen Ochsenweg war der Ort von strategischer Bedeutung.
Die Castrum Voerde genannte Burg geriet nach Streitigkeiten an verschiedene Besitzer, so von den Stader Grafen an Heinrich den Löwen und schließlich 1219 an das Erzbistum Bremen. Etwa im Mittelpunkt des Bistums gelegen, entwickelte sich die Burg im Laufe der nächsten Jahrhunderte zur größten Festung der Region und zum Sitz der Zentralverwaltung der bischöflichen Ländereien und der Amtsvögte. Für mehrere der Bremer Bischöfe war die Anlage Residenz und wurde nach und nach von der Burg zum Schloss ausgebaut und erweitert. Das Baumaterial stammte ab dem 16. Jahrhundert größtenteils aus der Ziegelei im benachbarten Bevern.
Zu Beginn des Dreißigjährigen Krieges bestand die Burganlage aus einer befestigten, von der Oste umflossenen Insel, welche das mehrflügelige, prächtige Renaissanceschloss trug. Der Schlossinsel gegenüber befand sich ein mit Bastionen gesichertes Vorwerk und südlich und östlich des Schlossareals waren mehrere repräsentative Lust- und Gemüsegärten angelegt.
Im Laufe des Krieges wurden die Stadt und das Schloss 1627 und 1646 belagert und schwer beschädigt, eine weitere Belagerung erlebte das Schloss während der Dänisch-Schwedischen Kriege 1657. Während der schwedischen Herrschaft verlegten die neuen Herren ihren Regierungssitz nach Stade und in das neu errichtete Landschloss Agathenburg. Die ehemals große Schlossanlage in Bremervörde verlor an Bedeutung. 1682 wurde die Festung größtenteils geschleift und die Ruinen des Schlosses und der Verteidigungsanlagen abgetragen. Das freigewordene Baumaterial wurde zum Teil genutzt, um in Stade den Schwedenspeicher zu errichten.

### Das Schlossgelände heute

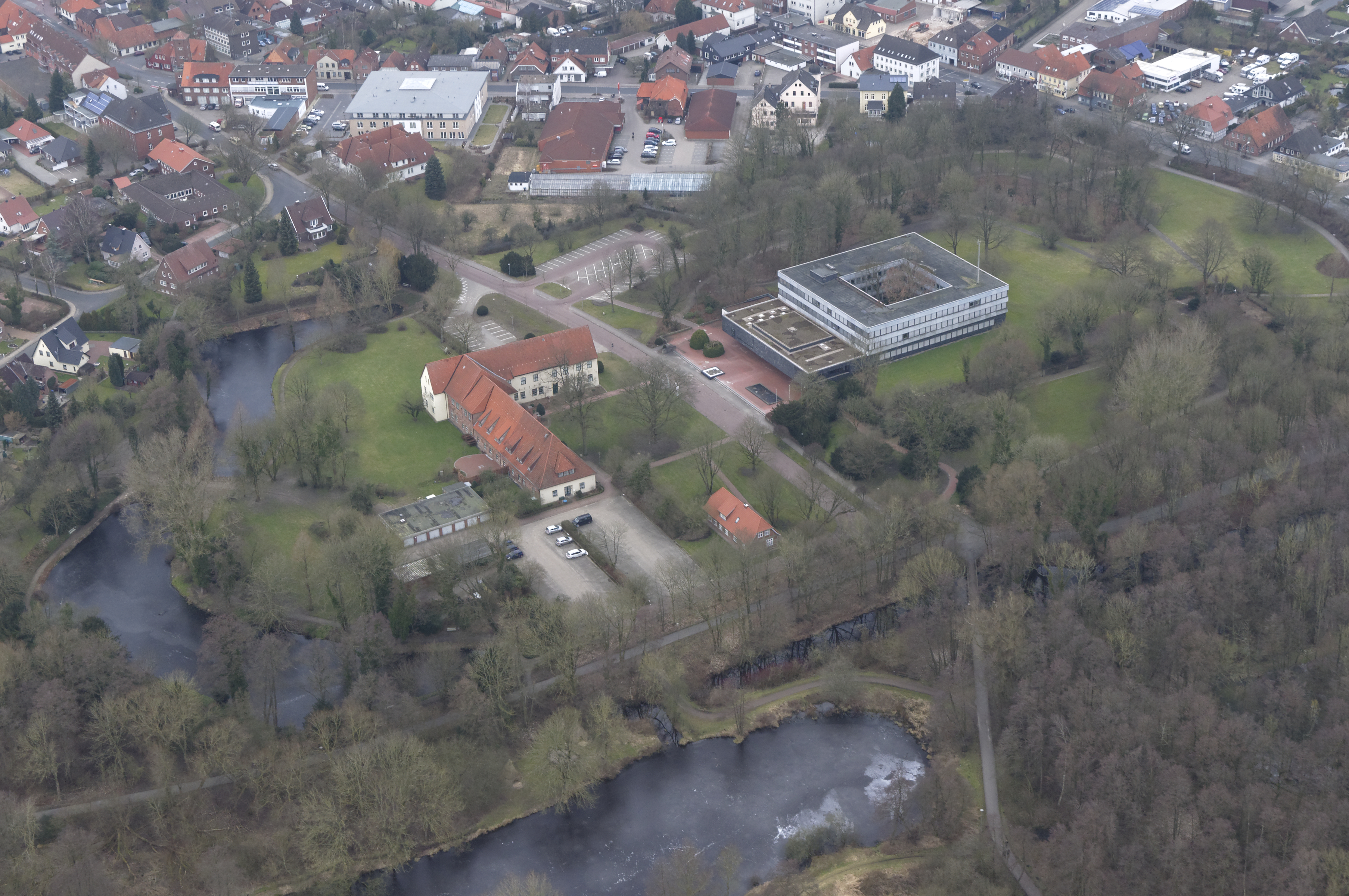
Luftbild mit Kanzleigebäude und früheren Wassergräben der Festung

Aus der Luft ist noch immer die Grundstruktur des Festungsbereichs, besonders des Vorwerks, in Teilen zu erkennen. Die Schlossinseln in der Oste, die einstigen Wälle und Gräben sind allerdings im Laufe der letzten drei Jahrhunderte von der Natur zurückerobert worden und wirken heute wie eine natürliche Landschaft.
Vom Schloss selber haben sich keine sichtbaren Reste erhalten. Vom einstigen Vorwerk stehen noch das so genannte Kanzleigebäude – heute das älteste Gebäude der Stadt – und ein früherer Stall. Beide Bauwerke dienten als Kreishaus und Kreisarchiv. Heute haben sie das Bachmann-Museum aufgenommen. Dem Kanzleihaus gegenüber befindet sich das neue Kreishaus, ein Bau aus den 1960ern, welches ungefähr den Standort des früheren Schlosses einnimmt.

### Das Bachmann-Museum

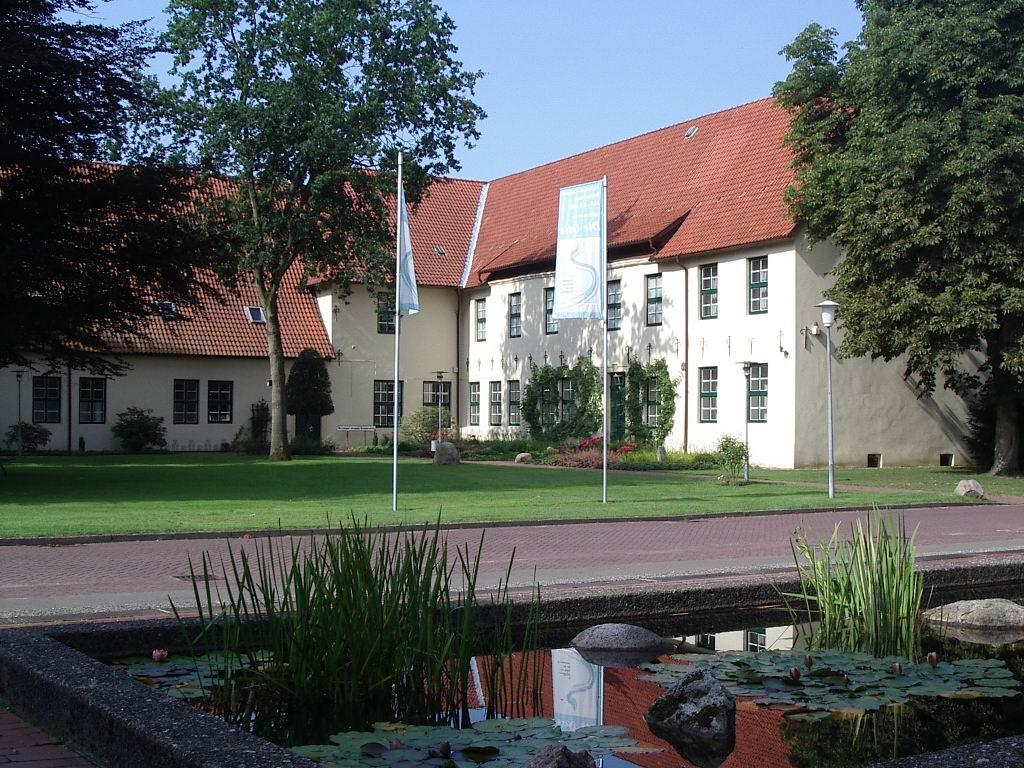
Das ehemalige Kanzleigebäude, das heutige Bachmann-Museum

Das Bachmann-Museum befindet sich im früheren erzbischöflichen Kanzleigebäude. Das Museum beherbergt unterschiedliche Exponate zur Archäologie, Geologie und Geschichte der Region, darunter die Moorleiche aus Bremervörde Gnattenbergswiesen. Weiter werden hier unterschiedliche Ausstellungen präsentiert und Lesungen oder Vorträge gehalten.
Im Europäischen Jahr des Kulturerbes 2018 war das Bachmann‐Museum ein vom Land Niedersachsen gefördertes Projekt, das die Sonderausstellung Ein Haus macht Geschichte zum Kanzleigebäude zeigte.